# Jürgen Fischer (Psychologe)
Jürgen Fischer (* 7. Dezember 1959 in Krefeld) ist seit 2007 Professor für Psychologie sowie Personal/Organisation/Kommunikation an der Hochschule Kehl und Studiendekan des dortigen Masterstudiengangs Public Management.

## Leben
Fischer studierte 1980 bis 1987 Psychologie und Politikwissenschaft an der Universität Bonn, wo er als Diplom-Psychologe abschloss. Nach Tätigkeiten u. a. als Wissenschaftlicher Mitarbeiter (Aachen, Bonn, Halle, Kehl) und Beratertätigkeiten für die öffentliche Verwaltung promovierte Fischer im Jahre 2007 über das Thema Der Mann in der Sterilitätstherapie. Im gleichen Jahr wurde er als Professor an die Hochschule Kehl berufen.

## Wirken
Zusammen mit dem Kehler Hochschulprofessor Heinz Joachim Feuerstein entwickelte Fischer bereits zu seiner Zeit als Wissenschaftlicher Mitarbeiter an der Hochschule Kehl das Befragungssystem TDS – Team Diagnose System. Über den eigentlichen Hochschullehrbetrieb hinaus gehören zu Fischers Tätigkeiten eine Bürgerbefragung zur Umgestaltung der Oberkircher Hauptstraße oder das Projekt "Interkommunale Zusammenarbeit" der Kommunen Alpirsbach und Loßburg. 
Als Leiter der KommunalBeratung Kehl zeichnet Fischer u. a. mit verantwortlich für eine Bürgerbefragung in Oppenau, Mitarbeiterbefragungen in Waldkirch und Überlingen oder das Projekt "Wirtschaftliches Handeln in der Kirche" der Evangelischen Landeskirche Württemberg.

## Schriften (Auswahl)
- Jürgen Fischer (Ko-Autor): Nachhaltiges Organisations- und Personalmanagement im demographischen Wandel. In: Kommunale Nachhaltigkeit. Nomos, Baden-Baden 2013. ISBN 978-3-8487-0176-6
- Jürgen Fischer: Der Mann in der Sterilitätstherapie. Bonn, Univ., Diss., 2007. Online-Version
- Jürgen Fischer (Ko-Autor): Teamdiagnose. Fachhochschule Kehl, Kehl 2001.
- Jürgen Fischer: Hierarchical Cluster Analysis. In: Computational Statistics. Springer, Berlin 1995. Seite 21–27